# Lars Lagrell
Lars Karl Ivar Lagrell, född 16 juli 1944 i Uppsala församling i Uppsala län, är en svensk militär.

## Biografi
Lagrell avlade officersexamen vid Krigsskolan 1968 och utnämndes samma år till löjtnant i armén, varefter han befordrades till kapten vid Svea artilleriregemente 1972. Han var lärare vid Artilleriskjutskolan från 1978 och befordrades till major 1979. År 1985 befordrades han till överstelöjtnant i Generalstabskåren, varefter han tjänstgjorde vid Försvarsstaben från 1985. Han befordrades till överste 1994, varpå han var chef för Norrlands artilleriregemente 1994–1996. Åren 1996–1998 tjänstgjorde Lagrell vid Högkvarteret och från 1998 stod han till överbefälhavarens förfogande.